# Sunshine 60
Sunshine 60 (サンシャイン60?, Sanshain rokujū) è un grattacielo di 60 piani ad uso misto situato a Ikebukuro, Toshima, Tokyo, adiacente al complesso Sunshine City. Al momento del suo completamento nel 1978, l'edificio di 239,7 m (786 piedi) era il più alto dell'Asia, un titolo che mantenne fino al 1985 quando fu superato dal 63 Building di Seul. Sunshine 60 è stato anche l'edificio più alto di Tokyo e del Giappone fino alla costruzione del Palazzo del governo metropolitano di Tokyo nel 1991.

## Costruzione
Le fondamenta del Sunshine 60 sono realizzate in cemento armato. Anche il segmento inferiore dell'edificio è in cemento armato con uno scheletro in acciaio. La torre superiore è uno scheletro in acciaio con "muri portanti longitudinali". Questi muri unici sono stati inseriti tra le colonne nel nucleo, consentendo alle pareti di adattarsi alle deformazioni del telaio in acciaio causate dai terremoti e dalle variazioni improvvise dei venti, contribuendo a garantire l'integrità strutturale. Un sistema strutturale a cornice rigida crea la struttura. Le apparecchiature meccaniche si trovano direttamente sopra il nucleo della struttura sul tetto.
Sunshine 60 è stato eretto sopra il sito della prigione di Sugamo, demolita, che veniva notoriamente usata per ospitare alti criminali di guerra giapponesi durante l'occupazione statunitense. Il 23 dicembre 1948 sette criminali di guerra di grado elevato condannati (compreso l'ex primo ministro Hideki Tōjō) furono impiccati nel carcere. Fu anche il luogo dell'impiccagione della spia sovietica Richard Sorge durante la guerra. Nella tradizione popolare moderna, si dice che la zona sia infestata dai fantasmi.

## Strutture

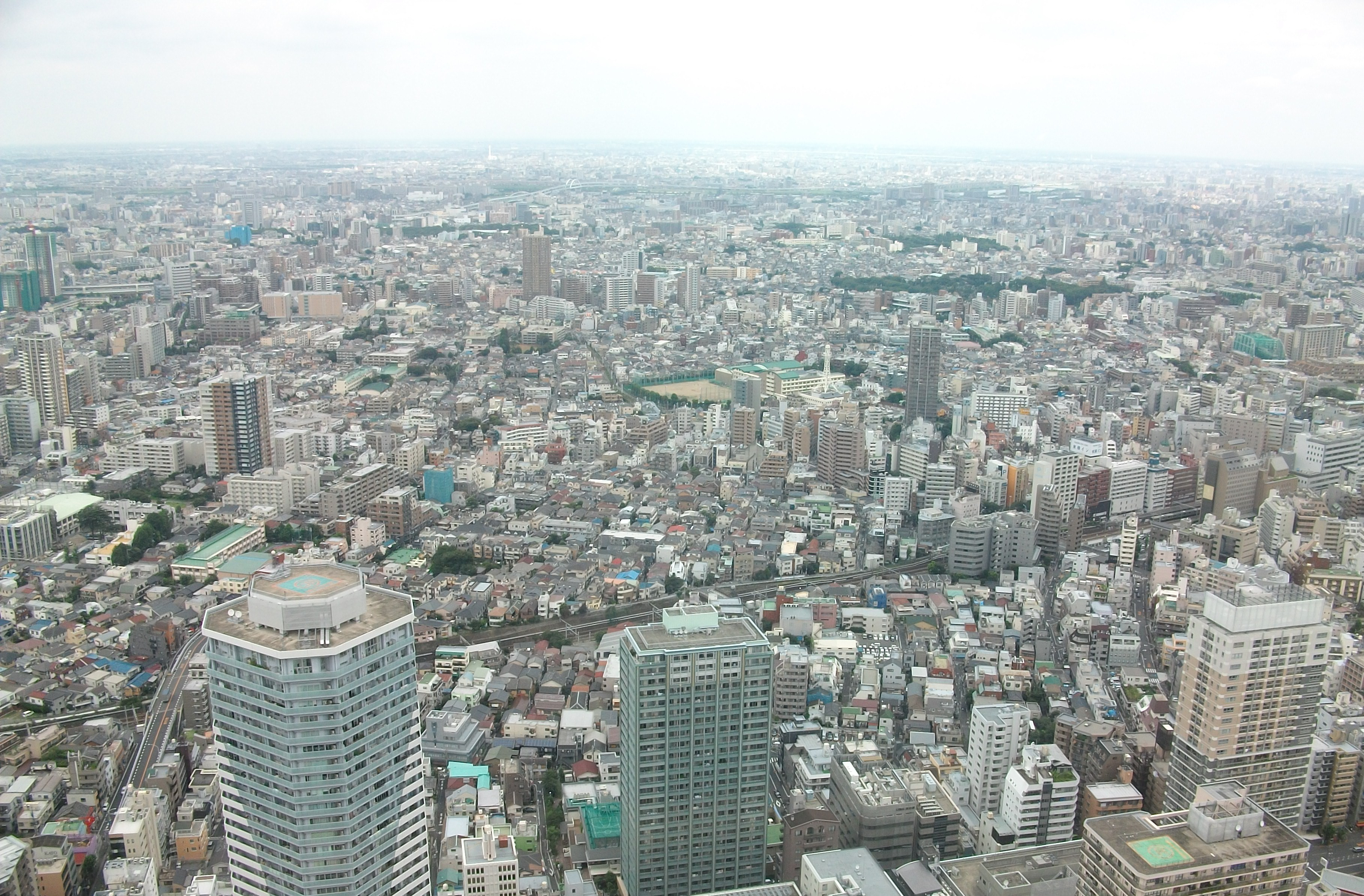
Vista dall'osservatorio Sunshine 60

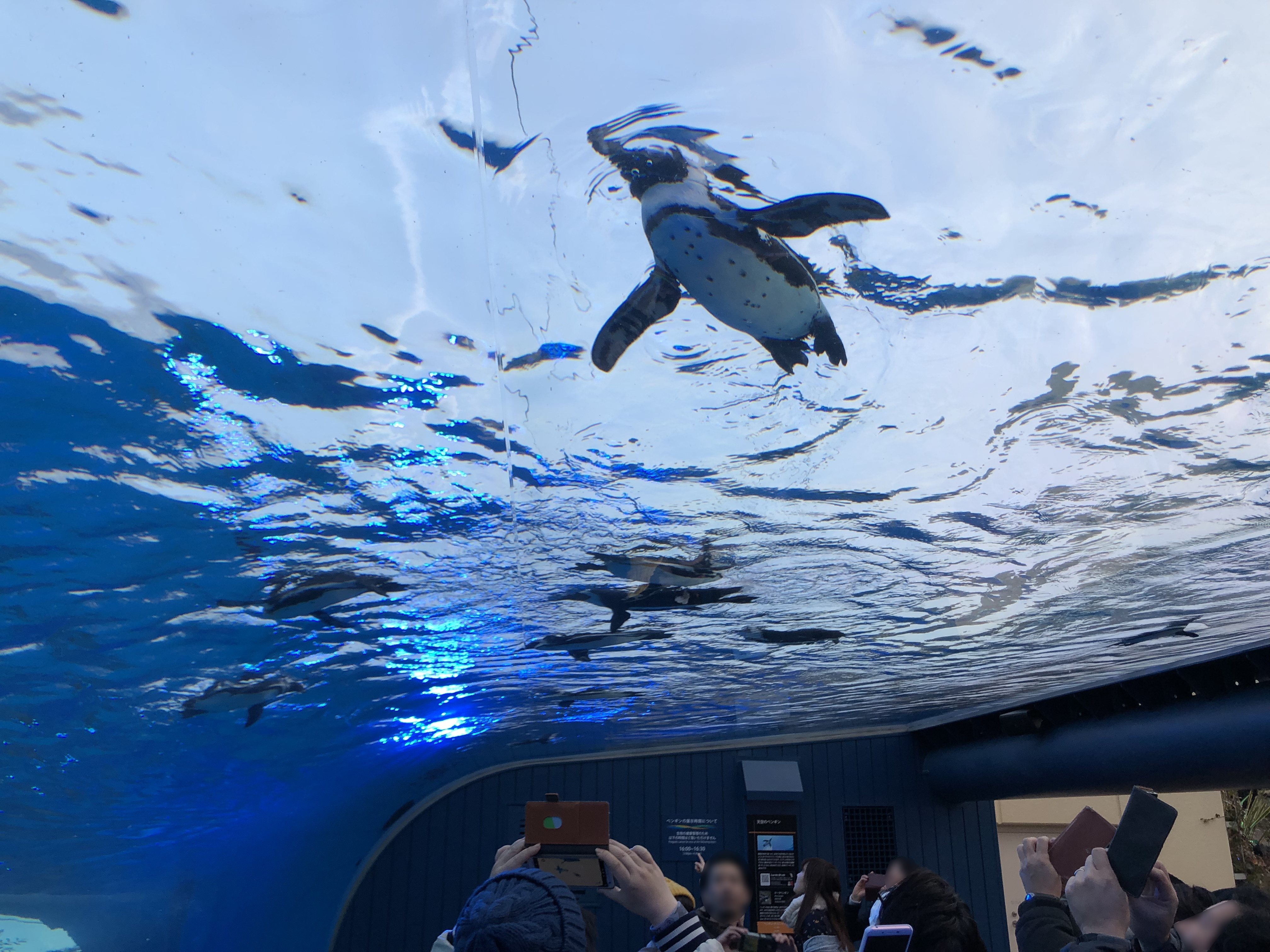
Sunshine Aquarium

Come grattacielo multifunzionale, lo spazio del Sunshine 60 viene utilizzato per una varietà di scopi. I piani dall'1 al 9 sono utilizzati come spazio commerciale e ospitano un ufficio postale, banche, sale d'esposizione, mense, un centro di assistenza sanitaria e un centro diurno. Lo spazio degli uffici occupa i piani dal 10 al 57. I ristoranti si trovano al 58º e al 59º piano.
Dal 60º piano i visitatori possono vedere fino a 100 km in una giornata limpida dal ponte di osservazione del Sunshine 60 (biglietto d'ingresso fino a 620 yen). Per raggiungere rapidamente il ponte di osservazione, uno dei 40 ascensori della torre porta i passeggeri direttamente dall'ingresso ad una velocità di 600 metri al minuto (36 km/h, 22 mph). Questo ascensore è uno dei più veloci al mondo.

### Inquilini uffici
I piani degli uffici ospitano le sedi del Credit Saison, FamilyMart, NTT Plala e la Sammy Corporation.